# Гиджак

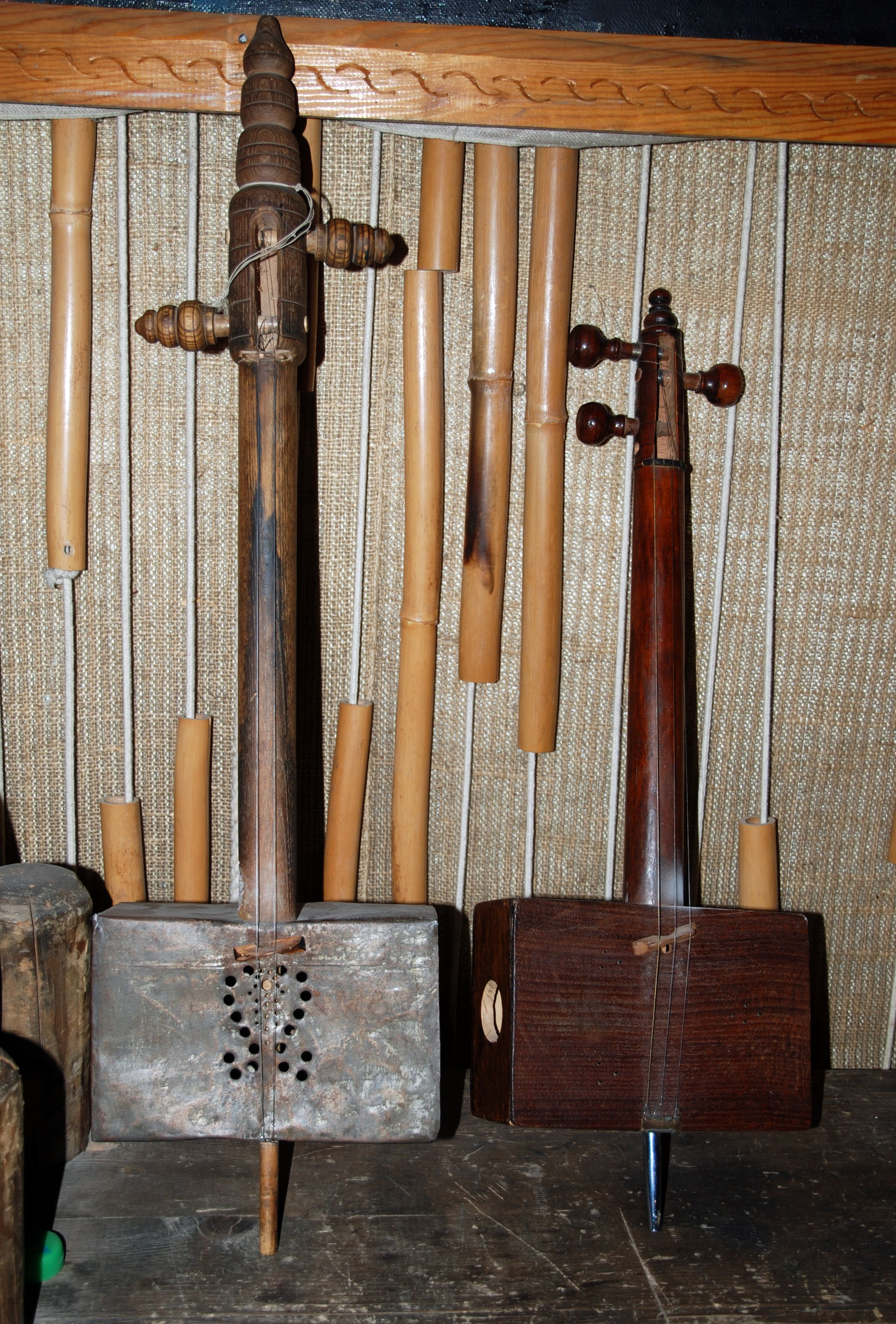

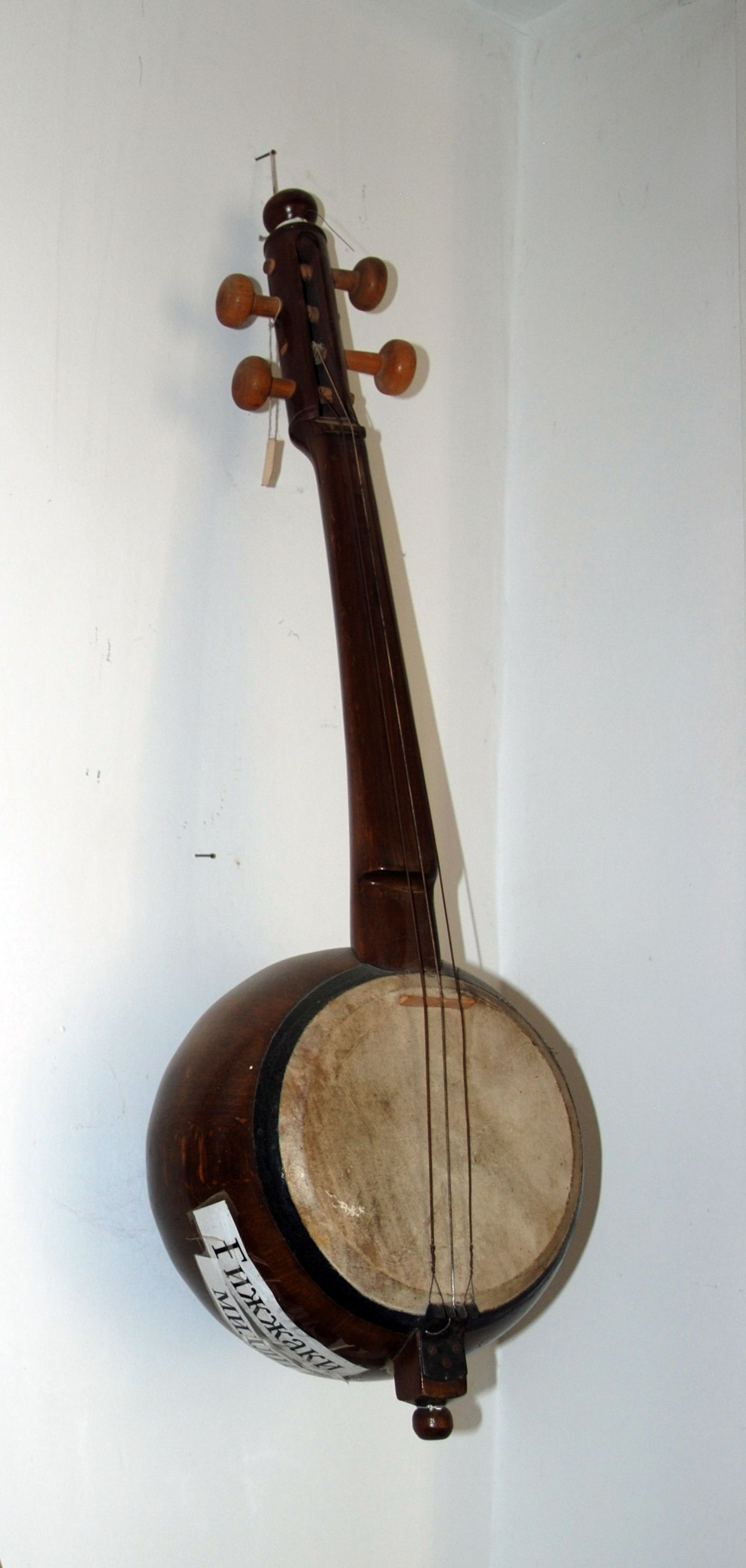

Гиджак — струнний смичковий інструмент, розповсюджений у таджиків, узбеків, каракалпаків, уйгурів та туркмен.
Корпус кулястий (вироблений з гарбуза, кокосового горіха, дерева), який обтягнутий шкірою. Кількість струн непостійне, найчастіше — 3. Стрій трьохструнного гиджака квартовий, зазвичай es1, as1, des² (мі-бемоль, ля-бемоль першої октави, ре-бемоль другої октави). Діапазон приблизно півтори октави (або ширше).
Під час гри гиджак тримають вертикально, грають смичком, який має форму лука. Узбецькі гиджаки існують у вигляді чотирьохструнних інструментів.